# La Gohannière
La Gohannière är en kommun i departementet Manche i regionen Normandie i norra Frankrike. Kommunen ligger i kantonen Avranches som tillhör arrondissementet Avranches. År 2015 hade La Gohannière 118 invånare.

## Befolkningsutveckling
Antalet invånare i kommunen La Gohannière
| Referens: INSEE |